# Nationale Pedagogische Abai Universiteit van Kazachstan
De Nationale Pedagogische Abai Universiteit van Kazachstan (Kazachs: Абай атындағы Қазақ ұлттық педагогикалық университеті) is een nationale onderzoeksuniversiteit, gevestigd in Almaty, Kazachstan. De universiteit werd opgericht in 1928 en is vernoemd naar de Kazachse dichter, componist en filosoof Abay Kunanbayulı.
In de QS World University Rankings van 2020 staat de Nationale Pedagogische Abai Universiteit van Kazachstan wereldwijd op een 561-570de plaats, waarmee het de 4e Kazachse universiteit op de ranglijst is.